# لويز فلوري
لويز فلوري (بالفرنسية: Louise Fusil )‏ (و. 1771 – 1848 م) هي ممثلة، وكاتِبة، من فرنسا، ولدت في شتوتغارت، توفيت في باريس، عن عمر يناهز 77 عاماً.